# Neopedies noroestensis
Neopedies noroestensis är en insektsart som beskrevs av Ronderos 1991. Neopedies noroestensis ingår i släktet Neopedies och familjen gräshoppor. Inga underarter finns listade i Catalogue of Life.